# Pat Abbott
Buell Patrick Abbott (Pasadena, 18 de gener de 1912 – 1984) va ser un golfista professional estatunidenc.

## Biografia
Abbott nasqué en Pasadena, Califòrnia. En 1936, guanyà el U.S. Amateur Public Links, derrotant a Claude Rippy 4 & 3. En 1938, perdria en el U.S. Amateur front Willie Turnesa 8 & 7. Perdria novament en el U.S. Amateur en 1941 front a Bud Ward 4 & 3. En 1942 guanyà el Western Amateur com també el Southern California Amateur, ambdós de nou, i el Southern California Open en 1935.

## Victòries Amateur
- 1936 U.S. Amateur Public Links
- 1938 Southern California Amateur
- 1941 Southern California Amateur
- 1942 Western Amateur

## Victòries Professionals
- 1935 Southern California Open (com a amateur)
- 1949 Tennessee Open
- 1954 Tennessee Open
- 1955 Tennessee Open
- 1962 Tennessee Open
- 1969 Tennessee PGA Senior Championship
- 1971 Tennessee PGA Senior Championship
- 1974 Tennessee PGA Senior Championship